# Ștefan Niculescu
Ștefan Niculescu (* 31. Juli 1927 in Moreni; † 22. Januar 2008 in Bukarest) war ein rumänischer Komponist.

## Leben
Niculescu studierte von 1941 bis 1946 an der Königlichen Musikakademie, dann bis 1950 am Polytechnischen Institut und schließlich bis 1957 erneut an dem Konservatorium. Seine Lehrer waren Mihail Andricu (Komposition), Mihail Jora (Harmonielehre und Kontrapunkt), Theodor Rogalski (Orchestration) und Muza Germani-Ciomac (Klavier). 1966 studierte er elektroakustische Musik bei Mauricio Kagel in München. Daneben besuchte er bei den Darmstädter Ferienkursen 1966–1968 Kurse von György Ligeti, Karlheinz Stockhausen, Erhard Karkoschka, Günther Becker, Christoph Caskel, Saschko Gawriloff, Siegfried Palm und Aloys Kontarsky.
Von 1958 bis 1960 lebte Niculescu als Klavierlehrer in Bukarest und arbeitete dann bis 1963 im Institut für Kunstgeschichte G. Oprescu. Danach arbeitete er als Dozent, seit 1993 als Professor für Komposition und Musikanalyse an der Musikuniversität Bukarest. Daneben hielt er Gastvorlesungen in Zagreb, Paris, Valencia und Darmstadt.
1971 bis 1972 war er „composer-in-residence“ des Deutschen Akademischen Austauschdienstes in Berlin. Im selben Jahr erhielt er den Preis der Académie des Beaux-Arts in Paris. Neben mehreren Preisen der Rumänischen Akademie und der rumänischen Komponistenunion erhielt er 1985 den International Record Critics Award und 1994 den Herder-Preis in Wien.
1991 gründete Niculescu die Săptămâna Internațională a Muzicii Noi. 1993 wurde er korrespondierendes Mitglied, 1996 ordentliches Mitglied der Rumänischen Akademie.

## Werke
- Sonata für Klarinette und Klavier, 1955
- Sinfonie, 1956
- Streichtrio, (1957, 1976)
- Cantata I für Frauen- oder Kinderchor und Orchester (Text von Nina Cassian), 1959, 1974
- Cantata II für Tenor, gemischten Chor und Orchester (Text: Gellu Naum), 1960
- Cantata III „Răscruce“ für Mezzosopran und fünf Blasinstrumente (Text von Tudor Arghezi), 1960
- Febre, Musik für eine Theaterproduktion von Horia Lovinescu, 1962
- Scènes, Suite für Bläser, Schlagzeug und Kontrabass, 1962, 1965
- Le livre avec Apolodor, Musik für eine Theaterproduktion von Gellu Naum, 1962
- Sinfonie für 15 Solisten, 1963
- Elefănțelul curios, Musik für eine Theaterproduktion von Nina Cassian, 1963
- Inventionen für Klarinette und Klavier, 1963–1965
- Bläsersextett, 1964
- Calea Victoriei, Filmmusik, 1965
- Cele trei neveste ale lui Don Cristobald, Musik für eine Theaterproduktion von Valentin Silvestru nach einem Stück von Federico García Lorca, 1965
- Doctor Faustus XX, Filmmusik, 1965
- Hétéromorphie für großes Orchester, 1967
- Formants für siebzehn Solostreicher, 1968
- Tastenspiel für Klavier, 1968
- Heraclits Aphorismen für zwanzig Solostimmen, 1969
- Unisonos I für großes Orchester, 1970
- Miul Cobiul, Schauspielmusik, 1970
- Triplum I für Flöte, Cello und Klavier, 1970
- Ison Ia für vierzehn Soloinstrumente, 1971–1973
- Ison Ib für großes Orchester, 1971–1973
- Triplum II für Klarinette, Cello und Klavier, 1972
- Unisonos II für Orchester, 1972
- Cartea cu Apolodor, Kinderoper (Libretto Gellu Naum), 1974
- Ison II für vier Flöten, Trompeten, Hörner, Posaunen und Schlagzeuge, 1975–1976
- Fragments I für zwölf Stimmen, Flöte und Schlagzeuge, 1975
- Symphonie No.1 für Orchester, 1975
- Echos I für Violine, 1977
- Fragments II, III für Instrumentalsolisten, Stimme, Schlagzeug und zwölf Instrumente, 1977
- Symphony No.2 „Opus Dacicum“ für großes Orchester, 1978,80
- Sincronie I, für zwei bis zwölf Instrumente, 1979
- Snødronning, Schauspielmusik für ein Stück nach Hans Christian Andersen, 1980
- The Palm Sundays of a Horse Dealer, Musik für eine Theaterproduktion von András Sütö nach Heinrich von Kleists Michael Kohlhaas, 1980
- Sincronie II „Hommage à Enesco et Bartók“ für Orchester, 1981
- Fat – Frumos din lacrima, Musik für ein Puppenballett, 1982
- Sincronie per cinque für Bläserquintett, 1982
- Symphony No.3 „Cantos“ für Saxophon und Orchester, 1984
- Echoes II für Violine und Synthesizer, 1984
- Ricercare in uno für Klarinette, Violine und Synthesizer, 1984
- Duplum I für Violine und Klavier oder Synthesizer, 1984
- Octuplum für Flöte, Klarinette, Saxophon, Schlagzeug, Mandoline, Gitarre, Violine und Cello, 1985
- Sincronie III für Flöte, Oboe und Fagott, 1985
- Sincronie IV für Flöte, Oboe, Violine und Cello, 1985
- Duplum II für Klarinette und Klavier, 1986
- Hétérophonies for Montreux für Flöte, Englischhorn, Klarinette, Horn und Fagott, 1986
- A Due für Klarinette und Fagott, 1986
- Sincronie IV für Klarinette, Schlagzeug und Klavier, 1987
- Monophonie für Fagott, 1988
- Invocatio für zwölf Stimmen, 1989
- Chant-son für Saxophon, 1989
- Incantations I für sechs Schlagzeuger, 1991
- Axion für Frauenchor und Saxophon, 1992
- Sextuplum für Oboe, Klarinette, Fagott, Schlagzeug, Violine und Cello, 1993
- Psalm XII für sechs Männerstimmen, 1993
- Sequentia für Flöte, Klarinette, Violine, Viola, Cello und Schlagzeug, 1994
- Symphonie No.4 „Deisis“ für 21 Solisten und großes Orchester, 1995
- Symphonie No.5 „Litanies“ für großes Orchester, 1996–1997
- Umdecimum für Flöte, Oboe, Klarinette, Fagott, Horn, Trompete, Posaune, zwei Violinen, Viola und Cello, 1997–1998
- Incantations II für Soloschlagzeug, 2000
- Prohodiri, Rumänisches Requiem für Solisten, Chor und Orchester, 2000–2003